# Sigh
Sigh (engl. für ‚Seufzer‘) ist eine japanische Band aus Tokio, die Black Metal mit großem Avantgarde-Einfluss spielt.

## Bandgeschichte
Im Mai 1990 gründeten die Schulfreunde Mirai Kawashima (Bass, Gesang, Keyboards), Satoshi Fujinami (Gitarre) und Kazuki Ozeki (Schlagzeug) die Band Sigh. Sie spielten vor allem vom Thrash Metal beeinflussten Black Metal im Stile von Venom, Sodom und frühen Bathory. Nach einigen Auftritten als Coverband nahmen sie ihr erstes Demo Desolation auf. Danach trennte sich Kazuki wegen musikalischer Differenzen von der noch jungen Band. Die beiden verbliebenen Musiker machten allein weiter, Mirai übernahm zusätzlich das Schlagzeug. Im Dezember 1990 erschien das zweite, zwei Songs enthaltende Demo Tragedies. 1991 veröffentlichte Wild Rags eine CD-Version des Demos.
1992 erschien die EP Requiem for Fools bei Wild Rags und erregte die Aufmerksamkeit von Øystein „Euronymous“ Aarseth, der Sigh auf seinem Label Deathlike Silence Productions unter Vertrag nahm. Mit der Annäherung an die norwegische Black-Metal-Szene übernahm die Band auch visuelle Merkmale wie Corpsepaint, Waffen und Nieten. Auch musikalisch näherte sie sich etwas der „zweiten Welle“ des Black Metal an. Nach dem Einstieg von Shinichi Ishikawa als neuem Gitarristen begannen die Arbeiten am Debütalbum Scorn Defeat, die 1993 abgeschlossen wurden. Satoshi spiele von nun an Schlagzeug. Durch den Mord an Euronymous verzögerte sich die Veröffentlichung, doch der Rechteinhaber Voices of Wonder veröffentlichte das Album schließlich im Herbst 1993. Die sinfonischen Keyboard-Passagen, die neben dem schnell gespielten Black Metal vorhanden waren, nahmen viel von dem vorweg, was Emperor und Cradle of Filth später in ihre Musik aufnahmen.
1994 beteiligten sich Sigh an der Kompilation Far East Gate in Inferno und an einer Split-7’’ mit der griechischen Band Kawir. Das dem deutschen Fanzine Voices from the Darkside zugehörige Label Voices Productions brachte zudem eine Kassette mit Venom-Coverversionen heraus. 1995 erschien dann der Zweitling Infidel Art beim britischen Label Cacophonous Records. Neben einem Livealbum und diversen EPs waren 1997 auch zwei Split-Veröffentlichung, eine mit ihren Landesgenossen Abigail und eine mit der schwedischen Band Vergelmar geplant, die jedoch nicht zu Stande kamen.
Das dritte Werk Hail Horror Hail zeigte die Band verändert. Es handelte sich um ein Konzeptalbum, das einen Horrorfilm beschreiben sollte, der nie gedreht wurde. Neben dem typischen Black Metal wurden Einflüsse aus dem 1970er Hard Rock, dem 1980er Heavy Metal und sogar des Jazz verwendet. Außerdem traten Elemente der Filmmusik hinzu. So sind sowohl Einflüsse von John Williams’ Star-Wars-Thema, als auch von David Lynchs Eraserhead zu vernehmen. Bei diesem Album verzichteten Sigh auch auf das Corpsepaint. Aufgrund des Stilwandels und der schlechten Promotion versuchten Sigh anschließend zu Century Media zu wechseln, waren aber noch für ein Album an Cacophonous gebunden.
Nach einigen Tourneen entstand dann 1999 das Abschiedswerk für Cacophonous Scenario IV: Dread Dreams, das eine weitere musikalische Steigerung zeigte. Wieder etwas stärker im Metal-Genre angesiedelt, kombinierte das Album weitere Elemente, u. a. aus dem Bereich der Klassischen Musik, John Zorn und der Country-Musik. Auch Gastsänger wie Killjoy von Necrophagia, King Fowley von Deceased… und Damien Montgomery von Ritual Carnage beteiligten sich an dem Album. Dennoch gab es keine Promotion ihrer alten Plattenfirma, die sie direkt danach in Richtung Century Media verließen.
2001 erschien Imaginary Sonicscape, das ihren Stil weiter verfeinerte und oft als ihr bestes Werk bezeichnet wird. Zusätzlich zu den bisherigen Soundexperimenten wurde hier mit dem Psychedelic Rock ein weiter Fokus gelegt.
2004 schloss sich mit Junichi Harashima von Hellchild ein fester Schlagzeuger der Gruppe an. Gallows Gallery, das mittlerweile fünfte Studioalbum der Gruppe, entbehrte nun aller Black-Metal-Elemente und orientierte sich mit Klargesang eher am traditionellen Heavy Metal der 1980er. Century Media, die mit dieser Richtung überhaupt nicht einverstanden waren, trennten sich von Sigh. 2005 fanden sie schließlich mit Candlelight Records und Baphomet Records zwei Vertriebspartner. Als Gastgitarristen waren Gus G. (Firewind, ex-Arch Enemy, ex-Dream Evil), Niklas Sundin (Dark Tranquillity), Paul Groundwell (Thine) und Gunface (The Red Chord) vertreten. Für die gesprochenen Passagen traten Killjoy und Metatron (von The Meads of Asphodel) als Erzähler auf.
Nach einigen Verzögerungen erschien 2007 das Album Hangman’s Hymn, das diesmal den Fokus auf Klassische Musik legte und von so unterschiedlichen Komponisten wie Richard Wagner, Gustav Mahler und Anton Bruckner beeinflusst wurde. Die US-amerikanische Plattenfirma The End Records brachte das Album heraus. Mit Dr. Mikannibal stieß im gleichen Jahr eine Saxophonistin dazu.
2009 kündigte die Band ein neues Album namens Scenes from Hell an, dessen Artwork von Eliran Kantor stammt. Es soll am 29. Januar 2010 über The End Records erscheinen und unter anderem Beiträge von David Tibet (Current 93) und Kam Lee (Massacre) beinhalten.
Der Stil Sighs wird heute vor allem mit den Tschechen Root und Master’s Hammer verglichen.

## Projekte
Mirai Kawashima beteiligte sich an zahlreichen Projekten und ist in diversen Bands aktiv. Zusammen mit Shinchi und zwei Mitgliedern von Abigail formierte er ab 1999 die Thrash-Metal-Band Cutthroat. Zusammen mit Killjoy von Necrophagia gründete er im gleichen Jahr das Projekt Enoch, an dem sich auch Phil Anselmo beteiligte. 2002 stieg er zudem als fester Keyboarder bei Necrophagia ein. Auch an The Meads of Asphodel ist er beteiligt. Shinichi Ishikawa ist außerdem Session-Gitarrist bei Abigail.

## Diskografie

### Studioalben
- 1993: Scorn Defeat (Deathlike Silence Productions)
- 1995: Infidel Art (Cacophonous Records)
- 1997: Hail Horror Hail (Cacophonous Records)
- 1999: Scenario IV: Dread Dreams (Cacophonous Records)
- 2001: Imaginary Sonicscape (Century Media)
- 2005: Gallows Gallery (Baphomet Records)
- 2007: Hangman’s Hymn (Osmose Productions, The End Records)
- 2010: Scenes from Hell (The End Records)
- 2012: In Somniphobia (Candlelight Records)
- 2015: Graveward (Candlelight Records)
- 2018: Heir to Despair (Spinefarm Records)
- 2022: Shiki (Peaceville Records)
- 2025: I Saw the World's End – Hangman's Hymn MMXXV (Peaceville Records)

### Livealben
- 1997: The Eastern Force of Evil; Live ’92–’96 (Order of Death)
- 2013: Scorn Defeat 20th Anniversary Gig (Mort Productions)
- 2023: Live: The Eastern Forces of Evil (Peaceville)

### EPs und Splits
- 1992: Requiem for Fools (EP, Wild Rags Records)
- 1994: Sigh / Kawir (Split-EP mit Kawir, Cacophonous Records)
- 1995: To Hell and Back – Sigh’s Tribute to Venom (MC, Voices Productions)
- 1997: Ghastly Funeral Theatre (MCD, Cacophonous Records)
- 2003: Kindred of a Dying Kind / Young Burial (Split-EP mit Necrophagia, Red Stream Records)
- 2004: Evilized Japan (Split-EP mit Abigail, Gatefold Records)
- 2008: A Tribute to Venom (EP, The End Records)
- 2010: The Curse of Izanagi (EP, KVLT)
- 2011: Swine of Hades (Split-EP mit Taake, The Meads of Asphodel, Thus Defiled, Evo/Algy, Godreah Records)

### Beiträge für Sampler
- 1994: The Zombie Terror auf Far East Gate in Inferno (Evil Records)

### Demos
- 1990: Desolation
- 1990: Tragedies